# James Belushi
James Adam "Jim" Belushi (født 15. juni 1954 i Chicago, Illinois) er en amerikansk skuespiller, komiker og musiker. Han er den yngste broder af den afdøde komiker John Belushi. Fra 2001 til 2009 spillede Belushi hovedrollen i sitcommen According to Jim.
Belushi forældre var indvandret til USA fra Albanien.
I sine unge år havde han mange hovedroller i film, primært i action-genren. Han var oprindeligt sat til at spille hovedrollen i filmen Blues Brothers, men kunne ikke på grund af planlægnings konflikter. Belushi er medejer af House of Blues sammen med Dan Aykroyd.

## Privatliv
Belushi var gift med Sandra Davenport (1980-1988) og sammen har de sønnen Robert Belushi (født 1981). I 1998 blev han gift med Jennifer Sloan, og sammen har de datteren Jamison Bess og sønnen Jared James (født 2002). I 2018 blev det offentliggjort, at parret skulle skilles.

## Udvalgt filmografi

### Film
- Bossen og Bumsen (1983)
- About Last Night (1986)
- The Principal (1987)
- Real Men (1987)
- Red Heat (1988)
- K-9v (1989)
- Dimenticare Palermo (1990)
- Taking Care of Business (1990)
- Homer and Eddie (1990)
- Mr. Destiny (1990)
- Curly Sue (1991)
- Once Upon a Crime (1992)
- Traces of Red (1992)
- Pingvinen og strandstenen (1994) (stemme)
- Roycev (1994)
- Parallel Lives (1994)
- Sahara (1995)
- Separate Lives (1995)
- Race the Sun (1996)
- Mission julegave (1996)
- Angel's Dance (1999)
- Made Men (1999)

### TV
- According to Jim (2001-2009) – har instrueret 29 episoder af serien